# FPE
FPE, förkortning för Full Personality Expression ibland med ett tillägg för markering av tillhörighet i norra Europa, FPE-NE, var en nordisk paraplyorganisation för transpersoner i Finland, Danmark, Island, Norge och Sverige. Organisationen var verksam 1966–2002. och var ursprungligen öppen enbart för heterosexuella transvestiter men kom med tiden att vidga medlemskriterierna. 
Bakgrunden till FPE-NE:s grundande var att Anette Hall från Sverige hade gått med i en amerikansk förening med samma namn som riktade sig till heterosexuella transvestiter. Denna hade grundats av Virginia Prince, som Hall tog kontakt med i samband med att hon reste till USA 1966. Det resulterade i flera möten där det bl.a. kom fram att FPE, utöver Hall, hade en medlem i varje nordiskt land. Det rörde sig om Erna Anderson (Danmark), Helen Ek (Finland) och Mary-Ann (Norge). Hall kom överens med Prince om att undersöka möjligheterna för upprätta en nordisk förening med samma namn och koncept. Efter att ha tagit kontakt med nämnda personer i de nordiska länderna stod det klart att Helen Ek var positiv, Erna Anderson något skeptisk och Mary-Ann inte intresserad. Anderson blev dock övertalad vid ett möte hon hade med Hall och Ek och de utformade tillsammans de stadgar som den nordiska föreningen FPE kom att vila på.
FPE grundades 17 november 1966 på en fest på restaurang Fjädern i Stockholm och bestod då av tio medlemmar, varav åtta från Sverige. Föreningens första ordförande blev Yvonne Sjö från Sverige. Erna Anderson blev styrelseordförande för den danska avdelningen. Föreningen bestod av en centralstyrelse och en nationell styrelse för varje land. Norge anslöt sig till föreningen några år efter grundandet. Denna struktur gällde till 1982 då varje nationell avdelning blev en självständig förening, dock fortsatt under nordisk ledning. Under 1990-talet blev oenigheterna mellan länderna allt mer framträdande vilket resulterade i att centralstyrelsen upplöstes 2000 och varje förening blev helt självständig.
FPE-NE utgav under sin existens medlemstidningen Feminform.